# 西若松駅 (愛知県)
西若松駅（にしわかまつえき）は、かつて愛知県岡崎市にあった、名鉄福岡線の駅。福岡線は鉄道線であったが、実質は岡崎市内線の一部であり、路面電車で運行されていた。

## 歴史
旧・西尾線の岡崎新 - 土呂間を福岡線として復活させた際、新設された駅である。
- 1951年（昭和26年）12月1日 - 戦時中に不要不急路線として休止になっていた西尾線岡崎新 - 西尾間のうち、岡崎新 - 土呂間を岡崎市内線と直通運転する福岡線（岡崎駅前 - 福岡町）として復活させた際に開業。
- 1962年（昭和37年）6月17日 - 福岡線廃止に伴い廃駅。

## 駅構造
鉄道線であるが路面電車で運行されたこともあり、低床のホームと小さな待合所が設置されていた。交換設備は無く、1面1線構造であった。

## 廃止後
福岡線の大部分は名鉄バスのバス専用道路となり、駅跡も名鉄バス西若松バス停となっていたが、2016年に廃止された。廃止後も長い間、西若松駅当時の待合所、石製のホーム跡、駅の看板がそのまま使用されていたが、運行末期はそれらも撤去され新しい待合室が設置されていた。

## 隣の駅
名古屋鉄道
福岡線（岡崎市内線）
東若松駅 - 西若松駅 - 福岡町駅